# Johan Plantin
Johan Olofsson Plantin, född i Umeå socken, död i oktober 1663 i Viborg, var en svensk borgmästare och riksdagsman.

## Biografi
Johan Plantin kom från prästståndet, såsom son till Umeås kyrkoherde Olaus Petri Niurenius och Barbara Kenicia, dotter till ärkebiskop Petrus Kenicius. Mormodern tillhörde dock en borgarsläkt från Gävle vid namn Gammal, som hade samma ursprung som den adliga ätten Ehrencrona.
Johan Plantin överflyttade till Viborg som ett led av svenska staten att försvenska staden med hjälp av akademiskt skolade svenskar, Viborg som vid tiden huvudsakligen hade tyskspråkig befolkning. Han hamnade därmed i konflikt med tyskbördiga borgare i staden, som önskade förfinska densamma. Motståndare i denna konflikt anklagade Plantin för att vara "löskekarl" eftersom han inte var infödd, och krävde att han skulle sluta tala svenska med landsbröder.
Plantin var en av Viborgs fyra borgmästare (justitieborgmästare) åren 1648-1663. Han var därmed fullmäktig för staden vid riksdagarna 1650 och 1655.
Plantin var gift med Anna Andersdotter. En Barbara Plantin var gift med Mattias Lilljeholm från Åbo, kan vara en dotter.